# Прибутковий будинок Чирікова (Ростов-на-Дону)
Прибутковий будинок Чирікова (рос. Доходный дом Чирикова) — будівля в Ростові-на-Дону, розташоване на Будьонівському проспекті (будинок 46). Будинок був побудований в 1913 році за проектом архітектора Л. Ф. Еберга у дусі еклектики. В даний час будівля займає УВС Ростова-на-Дону. Прибутковий будинок Чирікова має статус об'єкта культурної спадщини регіонального значення.

## Історія
Прибутковий будинок на Таганрозькій проспекті (нині Будьонівському) будувався на початку XX століття за замовленням власника кондитерської фабрики, члена міської управи і голови ради міського Товариства взаємного кредиту Володимира Кириловича Чирікова. Автором проекту будинку був ростовський архітектор Леонід Федорович Еберг, він же керував будівельними роботами. У 1912 році ближче до кінця будівництва Чиріков відвідав будмайданчик, після чого зажадав встановити на фасаді дві колони. Архітектор заперечував проти встановлення колон, так як композиція будівлі заснована на архітектурних принципах епохи Ренесансу. У відповідь на це Чиріков заявив: «А гроші хто тобі платить — Ренесанс або я?..» На це Еберг нічого не зміг заперечити і змушений був встановити дві колони на кронштейнах.

## Архітектура
П'ятиповерхова цегляна обштукатурена по фасаду будівля є масивним, архітектурним об'єктом, з многоскатной дахом, двома прямокутними еркерами, які об'єднані на верхньому поверсі масивною аркою, увінчаною над карнизом декоративною аркадою. Пластику фасаду також доповнюють крайні дугоподібні триярусні еркери з арочними строєними вікнами.
Гармонійні і величні пропорцій, витончені деталі, обробка і орнаментація карнизів, медальйони та емблеми, які розташовуються над здвоєними вікнами – все це виділяло будівля серед оточували його будівель, зробивши невід'ємним градоформирующим елементом старого центру Ростова.
Викладений римськими цифрами рік побудови «MCMXIV» -1914 і дві скульптури в античному стилі проіснували на фронтоні лише до 1917 року, і після жовтневого перевороту зникли.
Газета «Приазовський край» в 1913 році називала прибутковий будинок Чирікова одним з найвидатніших за величиною і архітектурі серед інших будівель Ростова.
Будівля прибуткового будинку було оснащене водяним опаленням, електричним освітленням, телефоном, ліфтом, який з'єднував підвал з поверхами і ресторан з літнім садом на даху будинку. На першому поверсі розташовувалися магазини.
Приміщення на першому поверсі орендували магазини. Квартири в прибутковому будинку мали 4, 5, 6 і 7 кімнат. На даху був розбитий сад. Будівля була обладнана ліфтом.
Будівля рекламувалося в газеті «Приазовський край» і користувався заслуженим успіхом. Серед заможних квартирантів прибуткового будинку був і рідний брат Володимира Кириловича Чирікова – Сергій Кирилович.
Під час Громадянської війни в ньому було розташовано госпіталь для поранених бійців Білій армії Денікіна.
Після свого затвердження радянська влада націоналізувала будинок, зберігши магазини на першому поверсі.
На початку 1920-х років будинок сильно постраждав від пожежі.
Існує думка, що підпал був здійснений співробітниками контори, яка мала в підвалі Чиріковского дому склад мануфактури, т. к. очікувана ними ревізія могла б розкрити величезну нестачу та інші махінації. Але пожежа виявився настільки сильним, що охопив весь будинок, і його було важко загасити. Будівля вигоріла до верхніх поверхів. Порожнє і покинуте, воно простояв кілька років.Тільки в 1927 році місцева влада приступили до його відновлення. Фасад будівлі був відтворений майже в первісному вигляді, однак інтер'єрів колишнього прибуткового будинку практично нічого не збереглося.
Після закінчення робіт у квітні 1929 року в колишньому прибутковому будинку Чирікова розмістився Міськрада.
Під час Німецько-радянської війни, незважаючи на часті бомбардування центру міста, будівля не піддалося руйнуванню.
Після Німецько-радянської війни в будівлі розміщувався Голпівкавбуд. У 2000-х роках будівля займало УВС Ростова-на-Дону, а зараз — ОВС поліції Ленінського району.

## Галерея

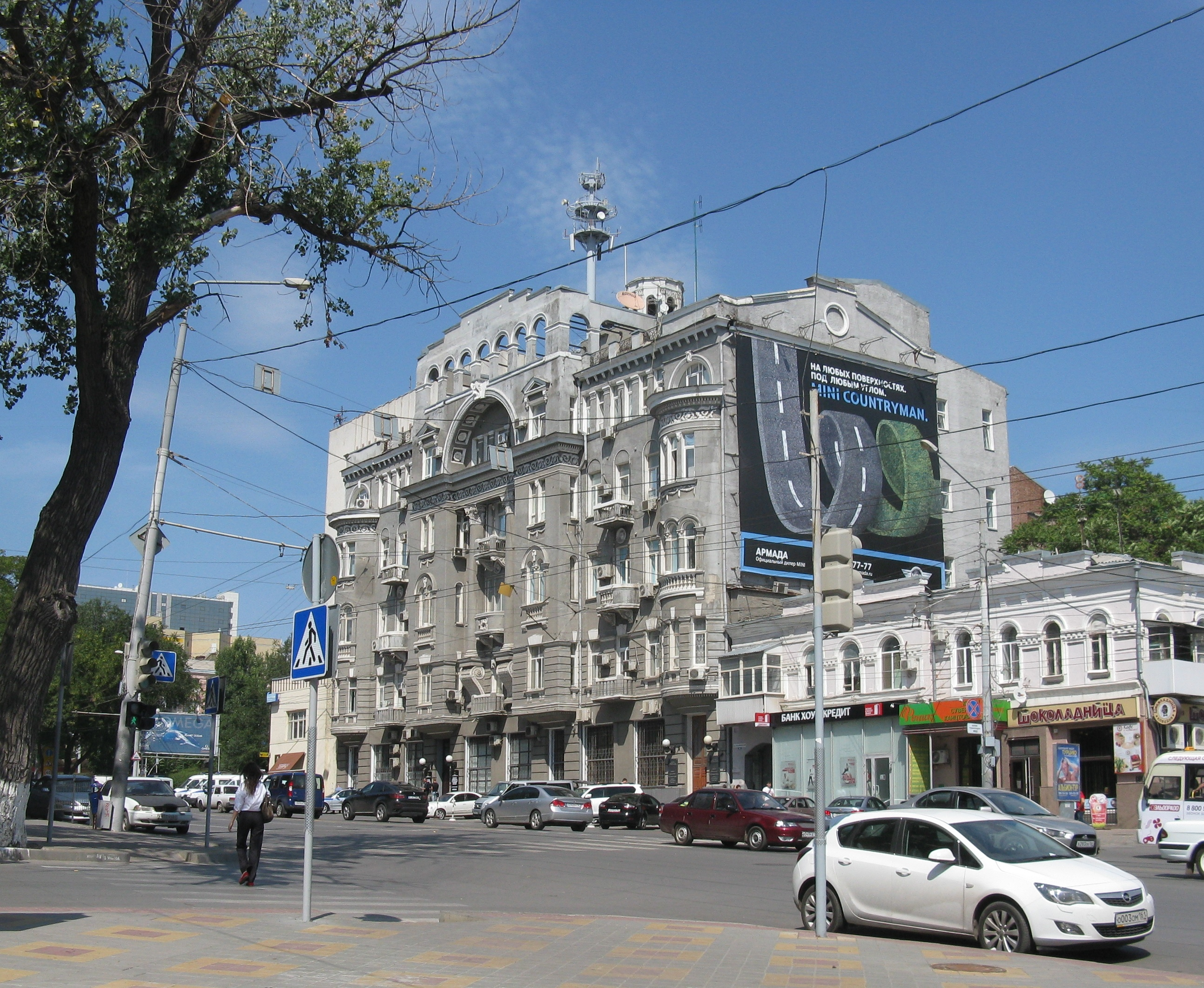
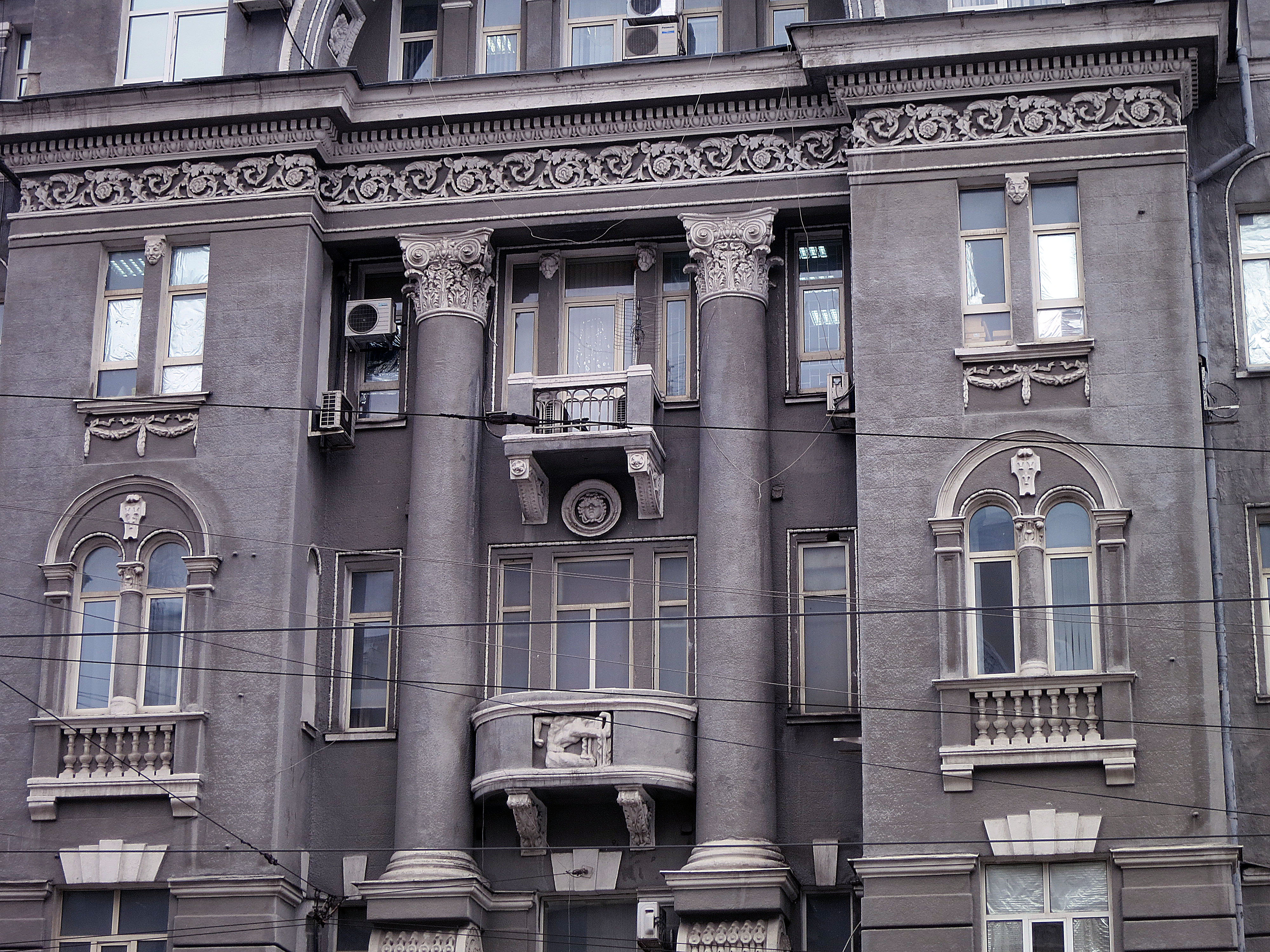
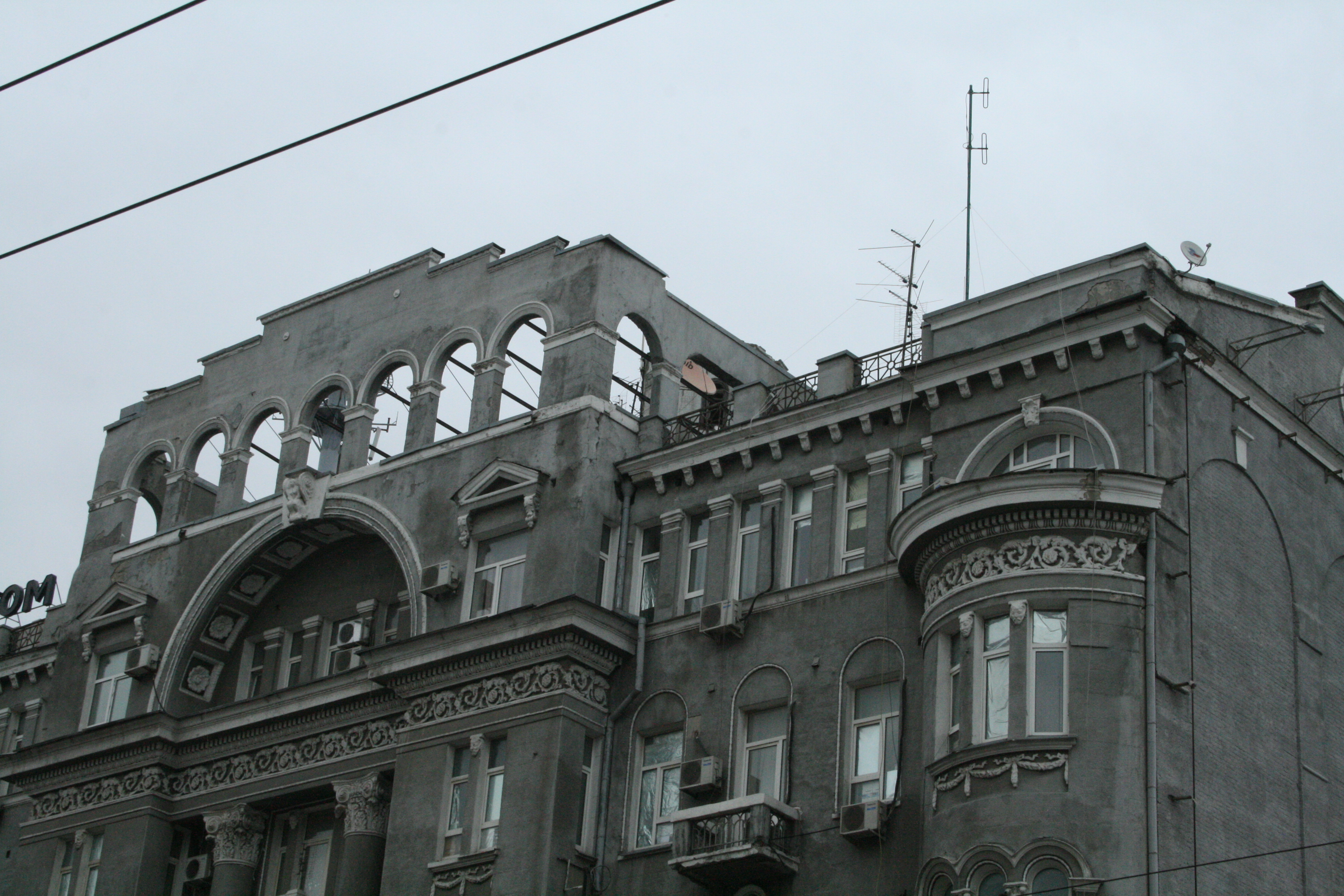